# زبان ایلامی
ایلامی یا هَتَمتیایی زبان منقرض شده ایلامیان باستان است. این زبان در ایران دوره هخامنشی جایگاه ممتازی داشت. آخرین اثر مکتوب زبان ایلامی به سال‌های حکومت اسکندر مقدونی بر ایران برمیگردد. زبان ایلامی در سال ۱۸۹۰ رمزگشایی شد. در این سال وایس‌باخ (F.H. Weissbach) نخستین دستور زبان آن را ارائه داد. زبان ایلامی از زبان‌های پیوندی بوده‌است.
زبان ایلامی در جنوب و جنوب غرب ایران در استان‌های ایلام، لرستان، همدان، اصفهان، اراک، چهارمحال و بختیاری، کهگیلویه و بویر احمد، خوزستان و بوشهر و فارس فعلی از هزاره سوم (شاید قبل‌تر) تا نیمه دوم هزاره اول قبل از میلاد (جدیدترین قرن چهارم پ م) رایج بوده‌است. طبق گزارش‌های اسطخری در قرن دهم میلادی، خوزستان به خوزی حرف می‌زدند که خوزی احتمالاً یک گویش از ایلامی بوده‌است.

## تاریخ
تاریخ زبان ایلامی به چهار دوره بخش می‌شود:
ایلامی باستان (۱۵۰۰ – ۲۶۰۰ پ. م)
ایلامی میانه (۱۰۰۰ – ۱۵۰۰ پ. م)
نو-ایلامی (۵۵۰ – ۱۰۰۰ پ. م)
ایلامی هخامنشی (۳۳۰ – ۵۵۰ پ. م): در دوره هخامنشی، ایلام یکی از ساتراپیهای مهم امپراتوری بود و زبان ایلامی به عنوان زبان دیوانی کاربرد داشت. از زمان داریوش یکم تا اردشیر یکم اسناد اداری تخت جمشید به ایلامی و روی الواح گلی نوشته می‌شد. این الواح که شمار آن‌ها نزدیک به ۳۰۰۰۰ است، اطلاعات دقیقی از جغرافیا و مردم ایلام به دست ما می‌دهد.
نمونه: متن لوح PF 798 از اسناد تخت جمشید با برگردان آن از هایدماری کخ:
| ۱۳ بان (برابر ۱۳۰ لیتر) جو حواله امورته، به صورت جیره (به مرور) دریافت کرده‌است. امورته، سال ۲۱، ماه شیبار (نهمین ماه ایلامی) | ۱۳ ŠE. BAR.Lg kur- min hh. am- ma -ur- da- na hh. ba- ri-ki -la gal ma du - iš - da h.i - še ma be - ul 21 – um - me - man - na d. ITU lg ši – ba – ir - ri – na |

## نوشتار

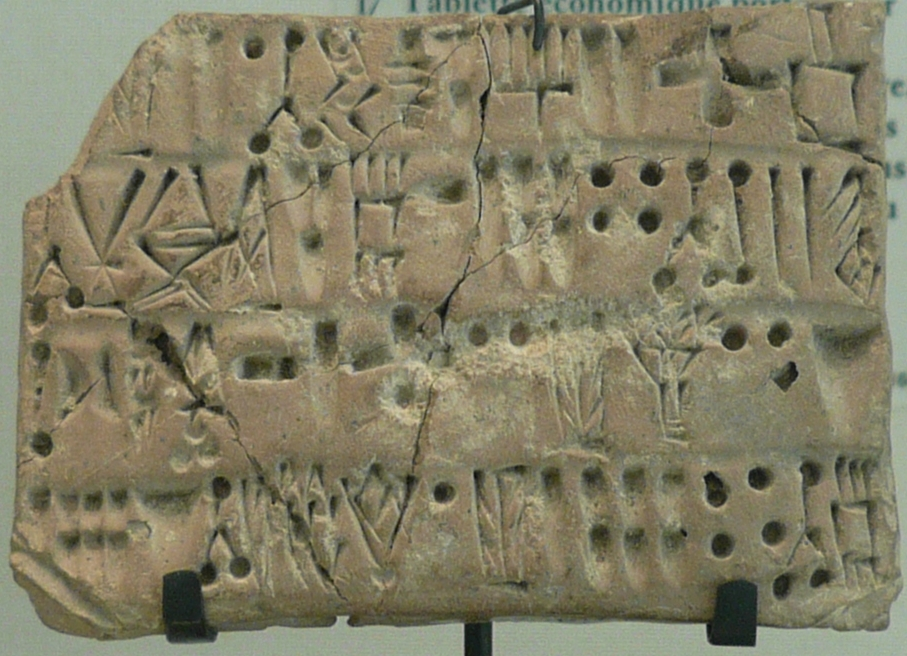
لوح به خط ایلامی

زبان ایلامی در طول تاریخ خود از سه نوع دبیره بهره برده‌است؛ از این قرار:
نیا-ایلامی: این خط از۳۱۰۰ تا ۲۹۰۰ پ.م. رایج بود. نیا-ایلامی کهنترین خط شناخته شده ایران است و نمونه‌هایی از آن در اطراف کاشان و جنوب کرمان نیز دیده شده‌است. ایلامیان این خط را از همسایگان سومریشان الهام گرفتند و از آن برای کارهای بازرگانی (ثبت معاملات، نگهداری حساب چارپایان و …) بهره می‌بردند. نظام شمارشی نیاایلامی بسیار پیچیده بود و بسته به مورد تفاوت می‌کرد؛ مثلاً برای شمارش آدمیان و جانوران از سیستم دستگاه ده‌دهی و برای اشیاء از دستگاه شصتی‌شصتی استفاده می‌شد.
ایلامی خطی: دبیره‌ای است که پوزور- اینشوشیناک شاه ایلام در اواخر هزاره سوم پیش از میلاد به کار برد و پس از او متروک گردید. ایلامی خطی دبیره‌ای است هجایی با چند نشانه تصویرنگار. تاکنون ۲۵ نبشته ا
ایلامی خطی یافت شده که بیشتر آن‌ها کتیبه‌های یادمانی است. با وجود تلاش کسانی چون والتر هینتس (Walther Hinz) و پییرو مریجی (Piero Meriggi) این دبیره هنوز کاملاً خوانده نشده و ترجمه‌ها و فهرست نشانه‌های پیشنهادی هینتس
قبولی عام ندارد.
یک متن ایلامی خطی (معروف به کتیبه A) و برگردان کلمه به کلمه آن هر دو به روایت هینتس:
| (۱) به خدا اینشوشیناک این چوب (۲) من کوتیک – اینشوشیناک شاه سرزمین (۳) نایب السلطنه شوش (۴) شین-پی-هیش-هوک (۵) پسر، را به الوهیت خدا به عنوان هدیه‌ای به معبد داده‌ام. | (1) te-im-tik-ki nap in-šu-ši-na-ik un-ki (2) u ku-ti-ki-šu-ši-na-k zunkik hal-me ka (3) hal-me-ni-ik šu-si-im-ki (۴) ši-in-pi-hi-iš-hu-ik (۵) ša-ki-ri nap-ir lik hi-an ti-la-ni-li |

(نام کوتیک-اینشوشیناک در قرائت جدید پوزور-اینشوشیناک خوانده می‌شود)
ایلامی میخی: خطی است که از ۲۵۰۰ تا ۳۳۱ پ.م. به کار رفت و دگرگون شده دبیره میخی اکدی است. خطی است با ۱۳۰ نشانه، بسیار کم شمارتر از بیشتر دبیره‌های میخی هم‌روزگار خود.

## آواشناسی
ایلامی‌ها از نوع ساده شده خط میخی اکدی برای نوشتن استفاده می‌کردند که به دلیل هجایی بودن نمی‌توانست ظرافت‌های آوایی زبانشان را بازتاب دهد. ایلامی ۴ واکه داشت: (a, i, u, e) و تعدادی همخوان. معادل بازسازی شده همخوانها در الفبای لاتین از این قرارند:
| p/b |       | t/d |   | k/g |
|     |       | s   | š |     |
|     | w/v/f |     |   | h   |
| m   |       | n   |   |     |
|     |       | l   | r |     |

کاتبان ایلامی تفاوت زیادی میان همخوانهای d/t , b/p , g/k قائل نبودند و اغلب آن‌ها را به جای هم به کار می‌بردند.

## ساختواژ
زبان ایلامی جزء زبان‌های پیوندی بود یعنی با افزودن پسوندهای تکواژی و نیز، میانوندهایی خاص و پسوندهای ضمیری به ریشه فعل در سه صورت اصلی آن، مقصود خود را بیان می‌کرد. اسمها و فعلها به دو جنس زنده و غیرزنده تقسیم می‌شدند و هر جنس با پسوندهای ویژه خود مشخص می‌شد. (k, -t, -r, -p-) برای زنده‌ها (آدمیان و خدایان) و (me, -n, -m, -š-) و برای اشیاء، مفاهیم انتزاعی و مکانها.
نمونه: صرف اسم -sunki (شاه)
| حالت         | پسوند | مثال    | معنی        |
| ------------ | ----- | ------- | ----------- |
| اول شخص      | k-    | sunki-k | من، شاه     |
| دوم شخص      | t-    | sunki-t | تو، شاه     |
| سوم شخص مفرد | r-    | sunki-r | او، شاه     |
| سوم شخص جمع  | p-    | sunki-p | آنها، شاهان |

## صرف
زبان ایلامی سه نوع صرف (Conjugation) وجود دارد که با شماره (III, II, I) مشخص می‌شود. نوع I ویژه افعال و نوع II و III ویژه وجه وصفی (Participle) است.
صرف نوع اول (Conjugation I) صرف مصدر یا ستاک است با کمک پسوندهای شش‌گانه (h, -t, -š,-hu ,-ht ,-hš-)
نمونه: صرف مصدر kulla (خواهش کردن)
| شخص | مفرد    | جمع       |
| --- | ------- | --------- |
| ۱   | kulla-h | kulla-hu  |
| ۲   | kulla-t | kulla-h-t |
| ۳   | kulla-š | kulla-h-š |

صرف نوع دوم (Conjugation II) صرف وجه وصفی کامل (Perfective Participle) است و به وسیله پسوندهای جنس جاندار (k, -t, -r, -p-) انجام می‌گرفت. وجه وصفی کامل از اتصال پسوند (k-) به ریشه ساخته می‌شود.
نمونه: صرف واژه hutta-k (ریشه hutta به معنی انجام دادن + پسوند k-)
| شخص | مفرد      | جمع       |
| --- | --------- | --------- |
| ۱   | hutta-k-k | -         |
| ۲   | hutta-k-t | -         |
| ۳   | hutta-k-r | hutta-k-p |

صرف نوع سوم (Conjugation III) صرف وجه وصفی غیرکامل (Imperfective Participle) است. وجه وصفی غیر کامل از اتصال پسوند n- به ریشه ساخته می‌شد و صرف آن مانند نوع دوم است.
نمونه: صرف واژه hutta-n (ریشه hutta + پسوند n-)
| شخص | مفرد      | جمع       |
| --- | --------- | --------- |
| ۱   | hutta-n-k | -         |
| ۲   | hutta-n-t | -         |
| ۳   | hutta-n-r | hutta-n-p |

## طبقه‌بندی
ایلامیان نه آریایی بودند و نه سامی و زبان ایلامی، زبانی تکخانواده است. برخی احتمال خویشاوندی آن را با زبان‌های دراویدی مطرح کرده‌اند ولی در صورت کلی مردمان بازماندهٔ این تمدن بزرگ می‌باشند ولی این نظریه مورد پذیرش همه محققان نیست. همچنین می‌توان همانندی‌های بسیار اندک و غیرقابل اتکا (تا کنون) میان این زبان و زبان‌های گوتیان، هالدیایی‌ها، هوری‌ها و کاسیان یافت